# Pedro Eugenio Aramburu

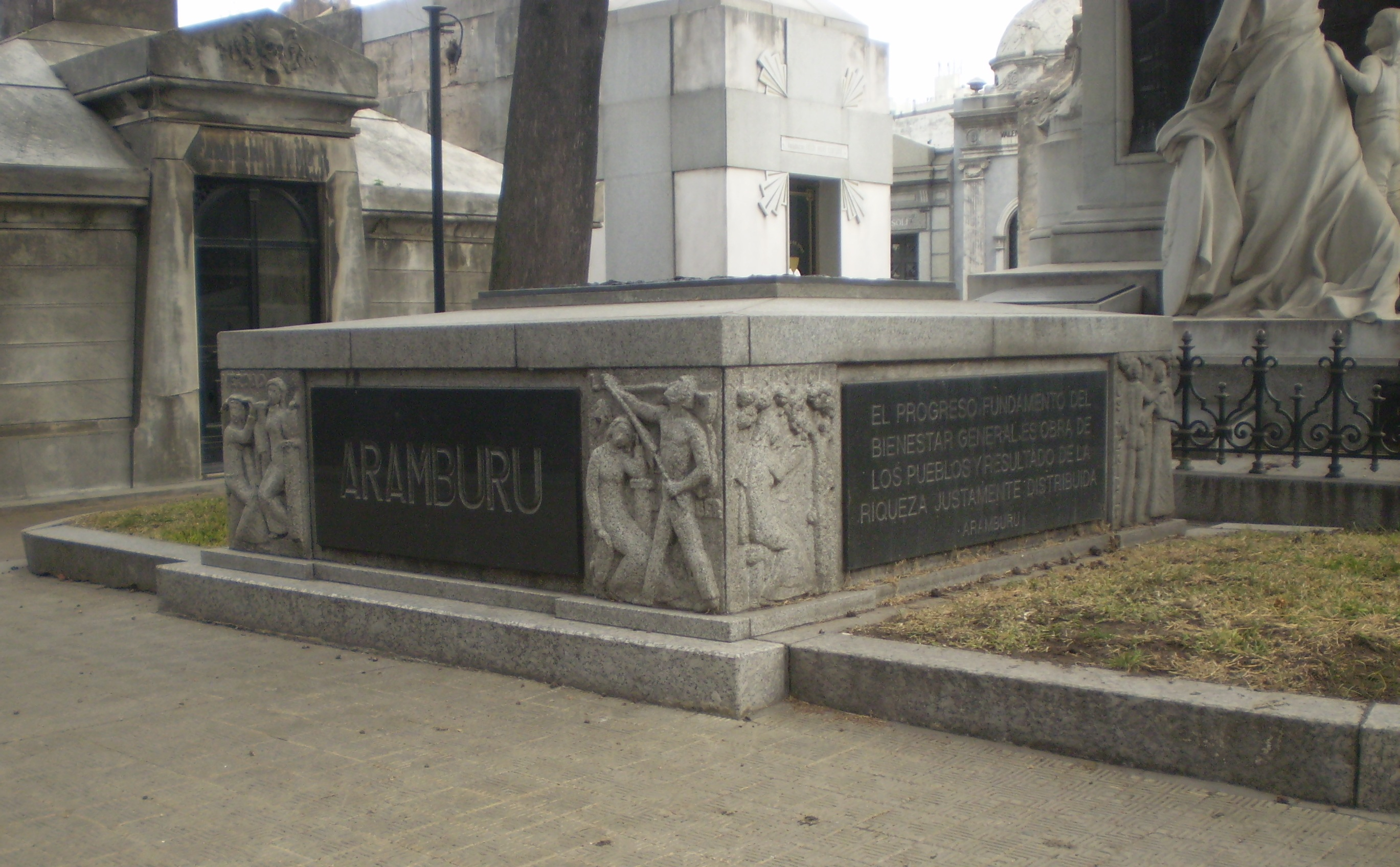
Grób Pedro Aramburu

Pedro Eugenio Aramburu (ur. 1903, zm. 1970) – argentyński generał i polityk, prezydent Argentyny w latach 1955-1958.

## Życiorys
W 1951 otrzymał stopień generała brygady z rąk Juana Domingo Perona. Pracował jako dyrektor wyższej szkoły wojskowej. We wrześniu 1955 odegrał znaczącą rolę w obaleniu Perona, a niedługo potem został mianowany tymczasowym prezydentem. W trakcie swej kadencji sprawował dyktatorską władzę, kontynuując walkę z organizacjami popierającymi Perona aż do wyborów przeprowadzonych w 1958. W następnych latach nie brał udziału w życiu politycznym, choć w 1963 wziął udział w wyborach prezydenckich, które przegrał.
29 maja 1970 został porwany przez Montoneros – lewicowych peronistów. Dwaj mężczyźni przebrani za oficerów armii zapukali do domu Aramburu twierdząc, że wysłano ich z misją zapewnienia mu ochrony. Żona byłego prezydenta wpuściła ich do środka, po czym udała się na zakupy. Następnie mężczyźni, grożąc pistoletami, wyprowadzili generała do stojącego niedaleko samochodu, w którym czekało dwu ich wspólników. Kilka dni po porwaniu kilkanaście różnych organizacji reprezentujących ogólne spektrum sceny politycznej opublikowało szereg komunikatów, w których przyznawało się do uprowadzenia Aramburu. Obarczano Aramburu winą za odsuwanie peronistów od udziału w życiu politycznym kraju i niechęć do kompromisów, a także domagano się ekshumacji ciała Evity Perón do Argentyny w zamian za uwolnienie generała. Po jakimś czasie za prawdziwych porywaczy zaczęto uznawać tzw. Komando Juana Jose Valle Montonerosa, które było grupą peronistów nazwaną na cześć straconego w 1956 generała. Komando Valle wystosowało komunikat pt. Peron powróci, w którym postulowano postawienie Aramburu przed sądem rewolucyjnym za udział w egzekucji 27 czołowych peronistów po nieudanym przewrocie z 1956. 1 czerwca 1970 Komando Valle ogłosiło, że Aramburu został uznany za winnego na mocy wyroku trybunału, który skazał go na śmierć przez rozstrzelanie, a „zwolnienie go nie może być przedmiotem jakichkolwiek negocjacji”.
2 czerwca 1970 ujawniono notatkę, według której Pedro Aramburu został rozstrzelany, lecz 3 czerwca pojawiła się inna wiadomość, zgodnie z którą wykonanie wyroku odroczono do 4 czerwca, co przyczyniło się do wystąpienia wielu spekulacji (m.in. wysuwano podejrzenie o odpowiedzialności ówczesnego prezydenta Juana Carlosa Onganii za porwanie Aramburu). Te wydarzenia doprowadziły do wzrostu napięcia w argentyńskim życiu politycznym. 8 czerwca 1970 Juan Carlos Ongania został obalony przez juntę złożoną z głównodowodzących armii Argentyny pod pretekstem „konieczności zaprowadzenia porządku”, z kolei na początku lipca Juan Peron (będący wtedy na wygnaniu w Hiszpanii) wezwał swoich stronników do rewolty i zapowiedział swój powrót do kraju.
16 lipca 1970 na starej farmie Timote (ok. 500 kilometrów na zachód od Buenos Aires) odnaleziono zwłoki Aramburu. Były prezydent został postrzelony dwukrotnie w klatkę piersiową. Do tego czasu udało się ustalić w sposób przekonujący, że Komando Valle istotnie odpowiadało za zamach, a policja odkryła też później, że za całą operacją stał 23-letni Fernando Abel Medina, którego jednak nie zdołano schwytać. Trzej inni uczestnicy spisku zostali postawieni przed sądem i skazani:
- Carlos Maguid (27 lat), scenarzysta telewizyjny – 18 lat pozbawienia wolności
- Ignacio Velez (27 lat), przywódca organizacji studenckiej – 32 miesiące pozbawienia wolności
- Alberto Carbone (46 lat), ksiądz – 2 lata w zawieszeniu za współudział w zbrodni[2]